# Exofiktion
Exofiktion er et litterært begreb eller en tendens inden for biografisk fiktion som især har domineret i fransk litteratur i de senere år. Begrebet betegner den tendens i litteraturen, som kan siges at være en arvtager til autofiktionen, hvor forfatteren i stedet for at tage udgangspunkt i sit eget liv og egne erfaringer vender blikket ud og digter videre på andres liv og biografi. Et legende sprog og en eksperimenterende form er kendetegnende for exofiktionen.

## Opgør med autofiktionen
Exofiktion står i modsætning til autofiktionen. Exofiktionen tager udgangspunkt i en reelt eksisterende person eller hændelse, men med fiktionen og sproglig leg som virkemiddel frem for biografien og dens dokumentariske form.
Vendingen går fra, at forfatteren tager udgangspunkt i sit eget liv i autofiktionen til andres.
Overgangen mellem autofiktion og exofiktion kan trods modsætningsforholdet godt have en glidende overgang. Emmanuel Carrere roman Gudsriget samt andre af hans udgivelser er eksempler herpå. 

## Kunstneren som genstandsfelt og inspiration til exofiktionen
Flere forfattere der skriver exofiktion vælger at tage udgangspunkt i og digte videre på en kunstners liv. I dansk litteratur gælder dette eksempelvis både i Kristina Stoltz roman Cahun og Christina Hesselholdts roman Vivian.

## Exofiktion i Frankrig
Den franske forfatter, geograf og filosof Philippe Vasset brugte som den første udtrykket exofiktion i avisen Libération i 2013. I Frankrig har exofiktionen siden været en hyppigt anvendt litterær betegnelse. Den er desuden blevet en genre med mange værker som repræsentation. 

### Franske eksempler på exofiktion
- Laurent Binet - La septième fonction du langage (sprogets 7. funktion) fra 2015.

- Éric Vuillard - L’ordre du jour

- Sébastien Spitzer - Ces rêves qu’on pietétine (De drømme, man træder på) - et portræt af en af Magda Goebbels

- Olivier Guez - La disparition de Josef Mengele (Josef Mengeles forsvinden)

## Exofiktion i Danmark
Herhjemme har exofiktionen fået fat hos særligt flere kvindelige forfattere. Christina Hesselholdt, Kristina Stoltz, Amalie Smith og Kirstine Reffstrup samt flere andre har skrevet romaner, som kan tilskrives at falde inden for exofiktionen.

### Danske eksempler på exofiktion
- Amalie Smith - Marble
- Christina Hesselholdt - Vivian
- Kristina Stoltz - Cahun
- Kirstine Reffstrup - Jeg, Unica
- Hanne-Vibeke Holst - Kriger uden maske
- Henrik Stangerup - “Det er svært at dø i Dieppe”, “Vejen til Lagoa Santa” og “Broder Jacob”
- Agnete Braad - ‘’Franciska ‘’